# Псећа поза
Псећа поза, кучећа поза, кучећи стил или доги (од енгл. Doggy style) је поза у сексу код које једна особа клечи и наслоњена је на руке или лактове док се особа која је сексуално задовољава налази иза ње и такође клечи. Назив је добила по положају у коме се одвија парење паса. Ово је једна од омиљених поза код мушкараца. Псећа поза може бити део групног секса пошто пасивни члан псеће позе може учествовати у нпр. оралном сексу са трећим партнером.
У Античком Риму ова поза је звана coitus more ferarum, у преводу „сексуални однос на начин дивљих звери”.